# Platina
För andra betydelser, se Platina (olika betydelser).
Platina är ett metalliskt grundämne som tillhör gruppen tunga platinametaller. Det kategoriseras som ädelmetall. Platina förekommer i legeringar och används bland annat i kemiska apparater, inom tandteknik och i smycken. Namnet kommer av det spanska ordet platino som betyder "litet silver".
Platina är en silvervit ädelmetall som i ren form är smidbar och böjlig, precis som guld.  De flesta platinasmycken som säljs i Sverige är i form av vigselringar eller förlovningsringar. I USA, Tyskland och en del andra länder är dock platina en vanligt förekommande metall i alla sorters ytterst exklusiva smycken, oftast tillsammans med diamanter. Platina är en mycket bra katalysator och används bland annat vid tillverkning av svavelsyra. Den är olöslig i saltsyra och salpetersyra men löser sig i kungsvatten (saltsyra/salpetersyra=3/1). De vanligaste oxidationsstadierna är +2 och +4. Ledningsförmågan för elektricitet och värme är cirka en sjättedel av koppars ledningsförmåga. Trots den dåliga ledningsförmågan används ibland platinaöverdrag på elektriska kontakter i oskyddad miljö som inte får oxidera.
Laboratorieutrustning av platina används vid kemiska analyser för att utrustningen inte skall reagera med provet. Att så inte sker är av yttersta vikt då ett provs kemiska sammansättning skall klarläggas.

## Upptäckt
Platina har sedan länge använts av urbefolkningen i Central- och Sydamerika. Den första europeiska hänvisningen till platina finner man i skrifter från år 1557 i den italienske humanisten Julius Caesar Scaligers (1484–1558) skrifter som beskrivning av en mystisk metall som förekom i de centralamerikanska gruvorna. Däremot genomfördes de första noggrannare studierna av platina från Sydamerika av Antonio de Ulloa år 1735 och av engelsmannen Charles Wood år 1741. Henrik Teofilus Scheffer vid Kungliga myntverket i Stockholm var år 1752 den förste som genomförde en mer noggrann studie och kunde visa att platina var en självständig metall. Det dröjde dock till år 1803 innan man med säkerhet kunnat påvisa att råplatina egentligen utgör en förening av flera metaller, förutom platina palladium, rodium, osmium och iridium; år 1845 upptäcktes ännu en till, rutenium.
Fram till år 1822 kom all platina från Amerika. Detta år upptäckte man förekomst av platina i guldvaskerierna i Ural, och snart visade det sig att platina fanns längs hela Uralbergen.
Snart var produktionen i Uralbergen större än den i Colombia. Under första världskriget minskade dock den ryska tillverkningen och den sydamerikanska blev åter den största. År 1915 började även Kanada med en storskalig utvinning av platina. Mellan åren 1924 och 1925 började man även utvinna platina i Sydafrika.

## Användning
Platina används i smycken, ledningar och kärl för laboratoriebruk, i olika värdefulla instrument, i tandmaterial, i rostfria apparater och elektroder i glasapparater. Som katalysator används platina för att kracka oljeprodukter och i bilars avgasrenare. Tunn platinatråd blir glödande i ånga från metanol eftersom den verkar som katalysator. Denna egenskap används i cigarettändare och handvärmare. I närvaro av platina reagerar vätgas tillsammans med syrgas redan vid så låga vätgashalter som annars inte är brännbara. Anordningar med platina kan därför användas för att katalytiskt förhindra uppkomsten av brännbara koncentrationer av vätgas, men kan även åstadkomma antändning vid högre vätgashalter.

## Förekomst och framställning
Platina är ett sällsynt grundämne i jordskorpan; medelhalten är ca 10–15 mg/ton, något högre än för guld. I naturen finns platina som en blandning av sex isotoper. Platina förekommer mestadels i lite blandad form och kan skiljas ut från andra metaller på grund av deras olika smältpunkter. 83,8 % av världens platinafyndigheter finns i Sydafrika, 7,4 % i Zimbabwe, 4,7 % i Ryssland och 2,6 % i USA. Fyndigheter finns även i Kanada, Kina, Finland och Colombia. Världsproduktionen 1993 var cirka 130 ton.